# Jörgen Ivhammar
Per Jörgen Ivhammar, född 21 mars 1943 i Västra Skrävlinge församling i Malmöhus län, är en svensk militär.

## Biografi
Ivhammar avlade officersexamen vid Krigsskolan 1965 och utnämndes samma år till fänrik vid Göta signalregemente, där han befordrades till kapten 1972. Han var sektionschef vid staben i Västra militärområdet 1975–1979, befordrades till major 1976 och var avdelningschef vid Göta signalregemente 1979–1982. Därefter var han lärare vid Försvarets skyddsskola 1982–1984 och tjänstgjorde vid Göta signalbataljon 1984. Han tjänstgjorde vid staben i Västra militärområdet 1984–1985, var sektionschef vid Försvarets skyddsskola 1985–1987 och sektionschef vid staben i Västra militärområdet från 1987. Han befordrades till överstelöjtnant 1993. Åren 1995–1997 var han chef för Göta signalkår, varefter han 1998–1999 var operativ chef vid Provningsavdelningen i Försvarets materielverk.